# Leonid Kizim
Leonid Denísovich Kizim (Леони́д Дени́сович Кизи́м) (Krasni Limán, 5 de agosto de 1941 - Moscú, 14 de junio de 2010) fue un cosmonauta soviético que permaneció 364 días en el espacio y estableció un nuevo récord. Las misiones en las que totalizó esta marca fueron: Soyuz T-3 en la Saliut 6; Soyuz T-10 en la Saliut 7 y Soyuz T-15, que se inició en la Saliut 7 y concluyó en la Mir. Recibió en dos ocasiones el título de Héroe de la Unión Soviética. 